# QSS
Les méthodes Quantized State Systems (QSS), que l'on pourrait traduire par « systèmes à états quantifiés », sont une famille d'intégrateurs numériques pour la simulation reposant sur l'idée de la quantification de l'état du système simulé, par opposition à la discrétisation du temps de la simulation. Là où les méthodes de simulation reposent traditionnellement sur la discrétisation du temps, qui avance d'un pas déterminé à chaque itération, les méthodes QSS consistent à estimer le temps du prochain pas en fonction de la valeur de l'état. Celle-ci étant quantisée, le temps du prochain évènement temporel est calculé pour correspondre au passage de l'état par une valeur multiple du quantum de base.
Par nature, les méthodes QSS sont particulièrement adaptées aux formalismes de modélisations à événements discrets tel DEVS.
En 2001, Ernesto Kofman a démontré que l'erreur globale résultant de l'utilisation de QSS pour l'intégration était bornée par une valeur proportionnelle au quantum, mais que ces bornes n'évoluaient pas au cours de la simulation.

## Méthode QSS de premier ordre – QSS1
Soit une équation spécifiée avec sa valeur initiale :
{\displaystyle {\dot {x}}(t)=f(x(t),t),\quad x(t_{0})=x_{0}.}
La méthode QSS1 permet d'approximer ce système de la manière suivante :
{\displaystyle {\dot {x}}(t)=f(q(t),t),\quad q(t_{0})=x_{0}.}
avec la relation suivante entre {\displaystyle x} et {\displaystyle q} :
{\displaystyle q(t)={\begin{cases}x(t)&{\text{si }}\left|x(t)-q(t^{-})\right|\geq \Delta Q\\q(t^{-})&{\text{sinon}}\end{cases}}}
Dans cette notation, {\displaystyle \Delta Q} est le quantum de base. Il est à noter que cette fonction présente un hystérésis : en effet, elle ne dépend pas uniquement de la valeur de l'état courant {\displaystyle x(t)}, mais également de sa valeur précédente {\displaystyle q(t^{-})}.

## Méthodes QSS d'ordre supérieur – QSS2 et QSS3
La méthode QSS de second ordre, QSS2, suit les mêmes principes que QSS1, sauf que {\displaystyle q(t)} est défini par une application linéaire par morceaux pour approximer la trajectoire de {\displaystyle x(t)}. Et ainsi des méthodes QSS d'ordre encore supérieur, qui utilisent des polynômes d'un ordre grandissant pour approximer {\displaystyle q(t)}.